# Viktor Goglidzé
Viktor Goglidzé est un joueur d'échecs géorgien puis soviétique né le 27 novembre 1905 à Klavast dans la Province de Syr-Daria, aujourd'hui en Ouzbékistan, et mort le 22 septembre 1964 à Tbilissi. Il fut un des meilleurs joueurs soviétiques dans les années 1930.

## Biographie et carrière
Viktor Goglidzé naquit en 1905 en Ouzbékistan dans une famille géorgienne qui s'installa en 1925 à Tbilissi. Il remporta plusieurs fois le championnat de Tbilissi : de 1925 à 1928, en 1930, 193 et 1937. En 1928, il remporta  le premier championnat de la République soviétique de Géorgie et le championnat transcaucasien. Il fut connu en Union soviétique où il participa à quatre championnats d'URSS. Il fut éliminé en  quart de finale  du championnat disputé à Odessa en 1929 ; il finit quinzième à Moscou en 1931 ; seizième ex æquo en 1933 à Léningrad et cinquième ex æquo à Tbilissi en 1937 avec 11 points sur 19.
Viktor Goglidzé marqua la moitié des points lors du deuxième tournoi international de Moscou en 1935. Il reçut le titre de maître émérite du sport de l'URSS en 1941 et de maître international lors de la création du titre en 1950 par la Fédération internationale des échecs. De 1936 à 1953, il fut président de la Fédération géorgienne des échecs.